# Normostrana

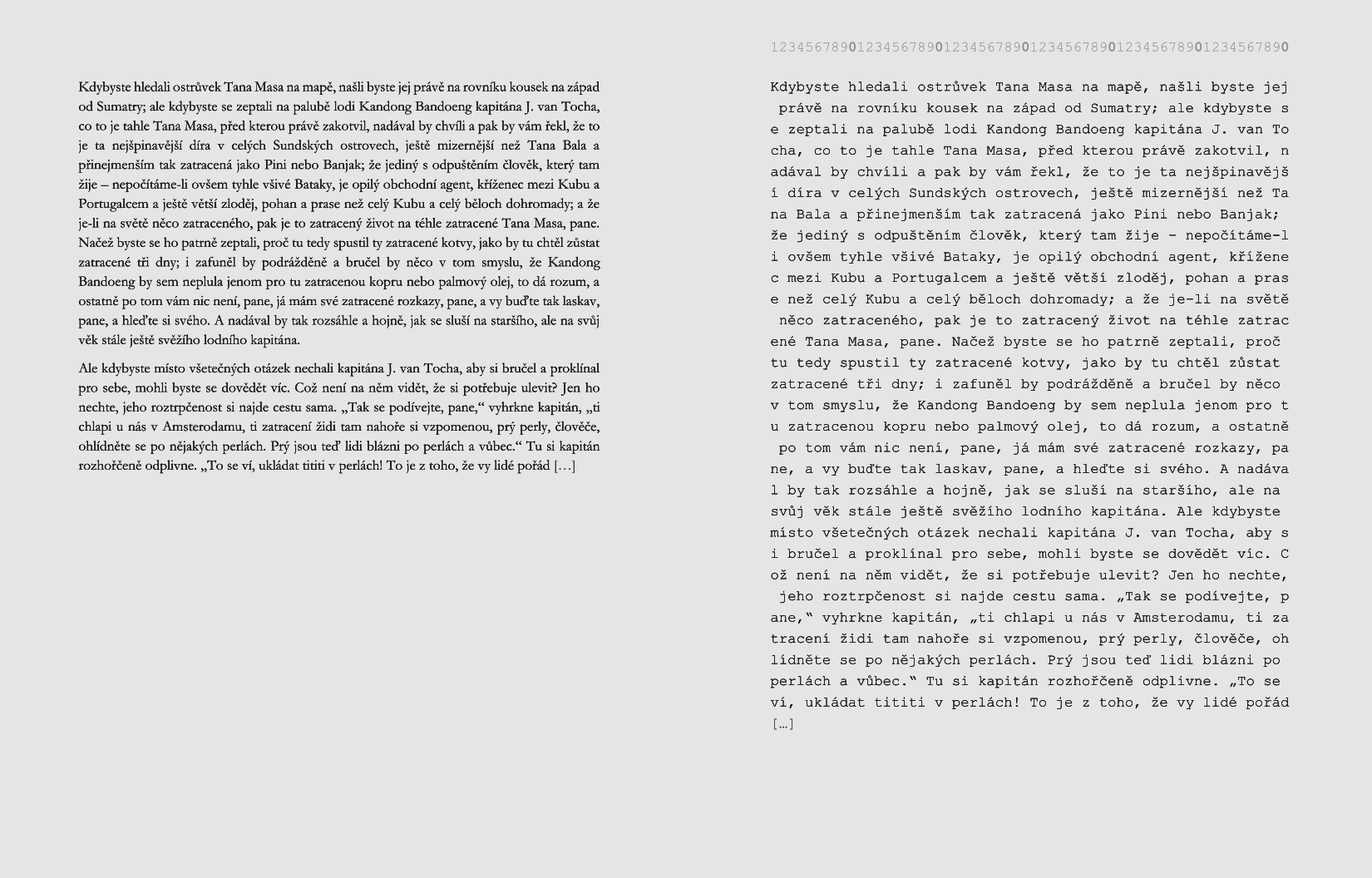
Vlevo normostrana textu v běžném písmu na stránce formátu A4, vpravo stejná normostrana v neproporcionálním písmu zarovnaná přesně do mřížky 60×30 znaků

Normostrana (zkráceně NS) je standardizovaná strana textu o určitém počtu znaků (včetně mezer) a řádků. V českém prostředí je to rozsah textu v délce 1 800 znaků (symbolů a mezer), což odpovídá třiceti řádkům o šedesáti znacích. Počet slov na jedné normostraně se obvykle pohybuje od 250 do 300, v závislosti na průměrném počtu znaků na slovo. Ten je dán jazykem, druhem a zaměřením textu a dalšími faktory.
Jinde se kodifikace rozsahu normostrany může lišit s ohledem na tradiční úzus nebo v závislosti na právním zakotvení normostrany v místní legislativě. Například v Německu a některých dalších zemích má normostrana rozsah 1 500 znaků včetně mezer. Další odlišnosti lze vysledovat i v jiných zemích Evropy.
Normostrana se tradičně užívá například v oblasti překladatelství či publicistiky: překladatel si účtuje cenu podle počtu normostran překladu, novinář dostane zadání na článek o určitém počtu normostran, student musí odevzdat odbornou práci o délce stanovené počtem normostran, autorský honorář se stanovuje v korunách za normostranu atp.

## Počítání normostran
Před nástupem počítačů se počet normostran počítal odhadem, podle počtu řádků na stránce a podle průměrného počtu znaků psacího stroje na řádce (neúplné stránky se přepočítávaly podle počtu řádek, tabulky, obrázky a jiné prvky v textu se počítaly podle plochy, kterou na stránce zaujímaly). Tento způsob počítání vyhovuje při použití neproporcionálního písma (např. Courier). Běžně používaná písma na počítači jsou však proporcionální (písmeno m je podstatně širší než písmeno l či i), a proto počítání znaků popsaným způsobem se nedá použít.
U elektronicky zpracovávaných textů lze ovšem počet normostran získat mnohem jednodušeji zobrazením počtu znaků celého textu včetně mezer a jejich vydělením číslem 1 800 (v českém prostředí). Například v aplikaci Microsoft Word je to položka Počet znaků (včetně mezer) v menu Nástroje (totéž platí pro aplikace OpenOffice.org Writer a LibreOffice Writer), ve verzích MS Word 2007 a 2010 jde o položku Počet slov v kartě Revize, v programu Pages z kancelářského balíku Apple iWork je tato informace dostupná v Inspektoru v sekci Dokument v podsekci Informace a v systému LaTeX pro sazbu textů tuto funkci vykonává balíček stdpage. Aby do rozsahu textu nebyly započítávané vícenásobné mezery (zdvojené, použité místo tabulace atd.), počet znaků včetně mezer se běžně v agenturní či redakční praxi určuje jako (počet znaků bez mezer + počet slov) – díky tomuto postupu se každé oddělení slova započítá jako mezera bez ohledu na typografické prohřešky či „švindlování“ autora.
Do vypočteného počtu znaků však programy nemusí zahrnovat speciální vložené objekty jako matematické rovnice, textová pole či obrázky. Proto je zpravidla u textů technického či matematického charakteru rozsah udávaný počítačem výrazně podhodnocen a pro zjištění skutečného rozsahu textu je nutné volit jiný postup (viz autorský arch).
Počet normostran nemusí odpovídat (a obvykle neodpovídá) počtu stran vytištěného textu, který je určen mnoha dalšími parametry: formátem knihy, velikostí (stupněm) použitého písma, řádkováním, členěním na odstavce. Počet normostran obvykle bývá výrazně větší než počet skutečně potištěných stránek.

## Kodifikace normostrany
Rozsah normostrany je v českém prostředí definován například v § 3 vyhlášky č. 507/2020 Sb., o odměně a náhradách soudního tlumočníka a soudního překladatele, kde se používá při určení odměny za výkon tlumočnické a překladatelské činnosti. (Předchozí verze byla v § 24 odst. 2 vyhlášky č. 37/1967 Sb., k provedení zákona o znalcích a tlumočnících.)

## Rozdílný rozsah podkladu a výstupu
Při účtování překladatelské a redakční práce se vedle rozsahu normostrany někdy vedou také spory o to, zda se má práce počítat podle počtu normostran (někdy se lze setkat i s naceňováním podle počtu slov) původního textu, nebo podle rozsahu upraveného textu. V této záležitosti však existuje několik protichůdných možností, podle kterých je možné postupovat.
Cena se většinou vypočítává na základě počtu normostran přeloženého textu. To z toho důvodu, že je překlad vždy delší než originál (někdy je totiž třeba věci vysvětlovat opisem atd.). 